# Gamezebo
Gamezebo – amerykańska strona internetowa o grach typu casual, stworzona w 2006 roku przez Joela Brodie. Strona ma do 3,5 miliona wyświetleń miesięcznie.
W 2008 roku strona została nominowana do Webby Awards w kategorii najlepsza strona internetowa poświęcona grom (ang. Best Video Games-related website).